# Eriococcus azumae
Eriococcus azumae är en insektsart som beskrevs av Hiroshi Kanda 1933. Eriococcus azumae ingår i släktet Eriococcus och familjen filtsköldlöss. Inga underarter finns listade i Catalogue of Life.